# 现任江西省地级行政区行政长官列表

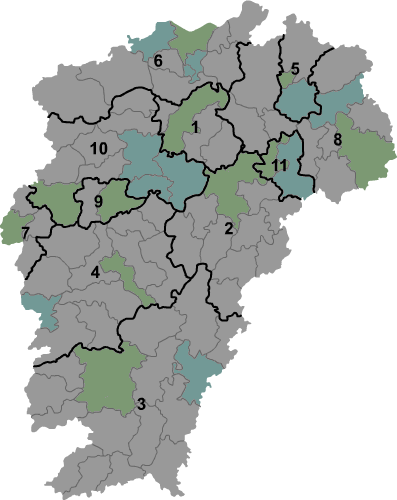
以江西省地級行政區來劃分，
具體請見：「江西省」條目，
「行政區劃」章節

本列表列出中華人民共和國江西省11個地級行政區的現任人民政府市長。該省的11個地級市的人民政府市長均由唯一執政黨中國共產黨的黨員出任，是該市政治建制內，僅次於中共該市委員會書記的「二把手」，而且此職由該市黨委排名第一的副書記擔任成了一種趨勢。
現任地級行政區行政首長之中，任职时间最长的是贛州市人民政府市长李克堅，自2022年7月17日起担任市长，迄今3年；任职时间最短的是上饶市人民政府市长李建涛，自2025年7月29日起担任市长，迄今0个月。

## 地級市人民政府市長
| 地级市人民政府 （历任市长）   | 市长   | 上任日期 （任职时间）       | 出生年月            | 信息源 |
| ----------------------------- | ------ | --------------------------- | ------------------- | ------ |
| 南昌市人民政府 （市长列表）   | 高世文 | 2024年8月26日 （11个月）    | 1974年6月 （51歲）  | [ 1 ]  |
| 景德镇市人民政府 （市长列表） | 陈克龙 | 2024年11月13日 （8个月）    | 1976年12月 （48歲） | [ 2 ]  |
| 萍乡市人民政府 （市长列表）   | 熊运浪 | 2023年5月10日 （2年2个月）  | 1968年11月 （56歲） | [ 3 ]  |
| 九江市人民政府 （市长列表）   | 蒋文定 | 2023年6月3日 （2年1个月）   | 1972年5月 （53歲）  | [ 4 ]  |
| 新余市人民政府 （市长列表）   | 方向军 | 2024年8月28日 （11个月）    | 1970年10月 （54歲） | [ 5 ]  |
| 鹰潭市人民政府 （市长列表）   | 王亚青 | 2024年12月23日 （7个月）    | 1981年8月 （44歲）  | [ 6 ]  |
| 赣州市人民政府 （市长列表）   | 李克坚 | 2022年7月17日 （3年）       | 1969年6月 （56歲）  | [ 7 ]  |
| 吉安市人民政府 （市长列表）   | 王亚联 | 2023年9月16日 （1年10个月） | 1972年9月 （52歲）  | [ 8 ]  |
| 宜春市人民政府 （市长列表）   | 谭赣明 | 2023年9月19日 （1年10个月） | 1972年2月 （53歲）  | [ 9 ]  |
| 抚州市人民政府 （市长列表）   | 胡剑飞 | 2024年11月12日 （8个月）    | 1973年2月 （52歲）  | [ 10 ] |
| 上饶市人民政府 （市长列表）   | 李建涛 | age=no\|2025\|7\|2}9}）     | 1968年2月 （57歲）  | [ 11 ] |